# Лейк-Мічиган-Біч (Мічиган)
Лейк-Мічиган-Біч (англ. Lake Michigan Beach) — переписна місцевість (CDP) в США, в окрузі Беррієн штату Мічиган. Населення — 1101 особа (2020).

## Географія
Лейк-Мічиган-Біч розташований за координатами 42°12′18″ пн. ш. 86°22′36″ зх. д. / 42.20500° пн. ш. 86.37667° зх. д. (42.204977, -86.376721).  За даними Бюро перепису населення США в 2010 році переписна місцевість мала площу 10,18 км², з яких 9,93 км² — суходіл та 0,25 км² — водойми.

## Демографія
Згідно з переписом 2010 року, у переписній місцевості мешкало 1216 осіб у 537 домогосподарствах у складі 340 родин. Густота населення становила 119 осіб/км².  Було 1056 помешкань (104/км²).
Расовий склад населення:
| - 92,7 % — білих - 1,4 % — чорних або афроамериканців - 0,7 % — корінних американців - 0,5 % — азіатів - 2,2 % — осіб інших рас |

До двох чи більше рас належало 2,5 %. Частка іспаномовних становила 4,3 % від усіх жителів.
За віковим діапазоном населення розподілялося таким чином: 18,6 % — особи молодші 18 років, 64,4 % — особи у віці 18—64 років, 17,0 % — особи у віці 65 років та старші. Медіана віку мешканця становила 46,8 року. На 100 осіб жіночої статі у переписній місцевості припадало 99,7 чоловіків;  на 100 жінок у віці від 18 років та старших — 97,2 чоловіків також старших 18 років.
Середній дохід на одне домашнє господарство  становив 49 785 доларів США (медіана — 35 625), а середній дохід на одну сім'ю — 55 919 доларів (медіана — 49 583). Медіана доходів становила 39 583 долари для чоловіків та 31 938 доларів для жінок. За межею бідності перебувало 29,4 % осіб, у тому числі 63,2 % дітей у віці до 18 років та 5,3 % осіб у віці 65 років та старших.
Цивільне працевлаштоване населення становило 447 осіб. Основні галузі зайнятості: виробництво — 27,1 %, роздрібна торгівля — 24,4 %, мистецтво, розваги та відпочинок — 13,4 %, освіта, охорона здоров'я та соціальна допомога — 13,0 %.